# Колодезный шатёр
Колодезный шатёр (бел. Калодзежны шацёр) — деревянное сооружение в центре города Браслава в Витебской области Белоруссии. Находится во дворе районного центра культуры. Шатёр включён в Государственный список историко-культурных ценностей Республики Беларусь как памятник архитектуры регионального значения.

## История
Колодезный шатёр сооружён в 1924—1926 годах польским архитектором Юлиушем Клосом в рамках архитектурного ансамбля правительственной колонии, выполненного в закопанском стиле. Клос смог очень умело стилизовать строение под традиционную деревянную архитектуру. В связи с этим в ряде источников, в том числе в «Своде памятников истории и культуры Белоруссии», ошибочно указано, что шатёр возведён в XIX веке и является примером народного зодчества.
В конце 1980-х годов памятник был отреставрирован.

## Архитектура

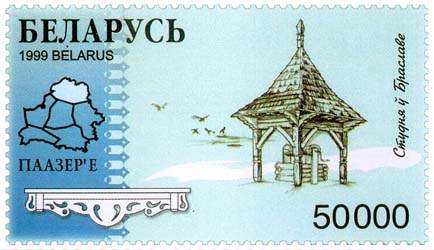
Колодезный шатёр на марке Беларуси

Шатёр над колодцем, увенчанный остроконечным шпилем, опирается на четыре столба, которые профилированы и имеют подкосы. В основе шатра лежат расположенные крест-накрест балки с выступающими концами.